# A-26“入侵者”攻击机
道格拉斯A-26“入侵者”攻击机（1948-1965年间又称B-26）是一架美国双引擎轻型轰炸机以及对地攻击机。A-26由道格拉斯飞行器公司在二战期间制造，同时也参与了冷战时期的军事冲突。直到1969年，美国空军还有少数A-26在东南亚服役。该攻击机速度较快，能够搭载多枚大型航弹，也可以搭载多管机枪以增强对地攻击性能。
A-26攻击机在1948年更名为B-26，这导致很容易将其与1940年首飞的B-26轰炸机相混淆。虽然两者都使用的是普惠R-2800双黄蜂引擎，但其设计大不相同。

## 设计与制造

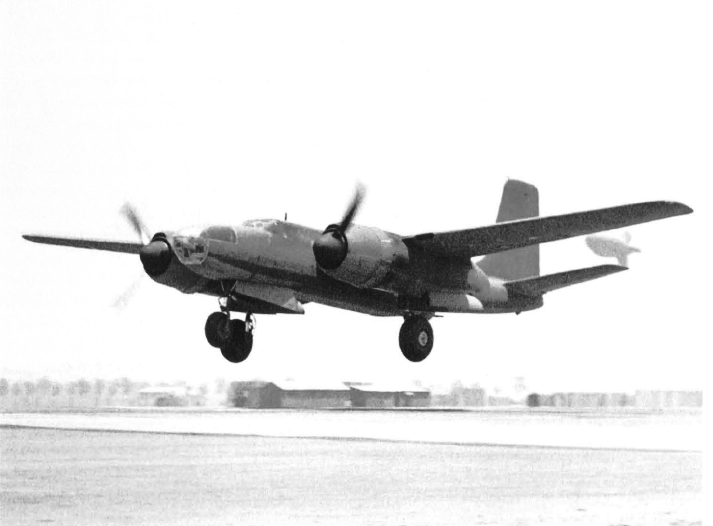
道格拉斯XA-26 AAC Ser. No. 41-19504在加利福尼亚州首飞。试飞员是Ben Howard (aviator)

设计A-26攻击机旨在取代A-20攻击机。后者是盟军在二战期间最为著名和广泛使用的攻击机。
A-26由埃德·海涅曼、罗伯特·多诺万和泰德·R·史密斯设计。A-26的创新之处，NACA 65-215层流翼型机翼（NACA 65-215 laminar-flow airfoil wing），则是由空气动力学家阿波罗·史密斯设计的。
道格拉斯XA-26原型机（AAC Ser. No. 41-19）于1942年6月10日在埃尔塞贡多首飞，试飞员是本·霍华德。试飞结果显示，飞机拥有优秀的操纵性能，但是引擎散热出现了问题。同时，飞机降落时多次折断了前起落架，后来对其进行了加固。
A-26的早期版本有两种不同配置：

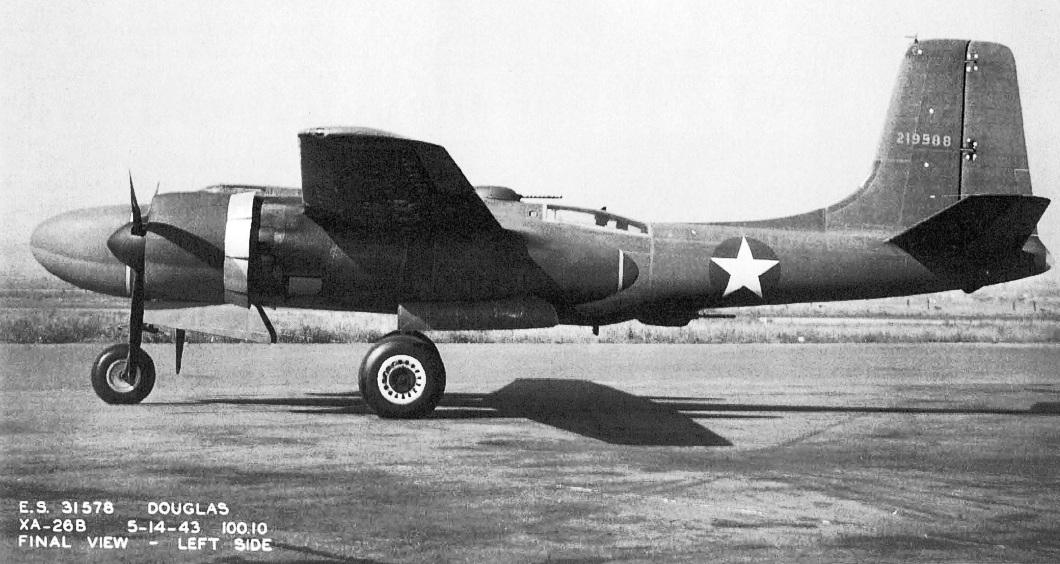
道格拉斯XA-26B Invader AAF Ser. No. 41-19588，1943年5月5日，机鼻为“惩罚者”型号，可以混合搭载武器，包括75 mm 机枪

- A-26B可以搭载如.50机枪、20mm机枪、37mm机枪等武器。它的机鼻装有六管（后期版本升级为八管）.50机枪。
- A-26C配备有诺顿投弹瞄准器，其提高了投弹精确度。A-26C的机鼻搭载了两支固定的M-2机枪。[9]

在生产了大约1570架A-26之后，飞机两边机翼上各增加了三挺机枪。A-26C也可以在几小时内改装上A-26B的机鼻配置，以应对不同类型的任务。
在A-26B中，坐在飞行员旁边的机组乘员是导航员，同时负责为机鼻机枪重装弹药。在A-26C中，这名机组人员也是导航员，但同时负责投弹，并在任务过程中管理弹药使用。导航员后面有一只折叠座椅，在大部分任务中，后炮手舱的第三名机组人员负责远程操控背侧和腹侧炮塔。这名机组人员只有在弹舱是空的情况下才能通过弹舱进出驾驶舱。炮手通过双端潜望镜瞄准器操控背侧和腹侧炮塔。炮手坐在一个朝后的座位上，使用面前的一对手柄来控制机枪。A-26上的武器传动系统十分复杂，不但延长了生产用时，还加大了在战场环境下的维修难度。

## 历史

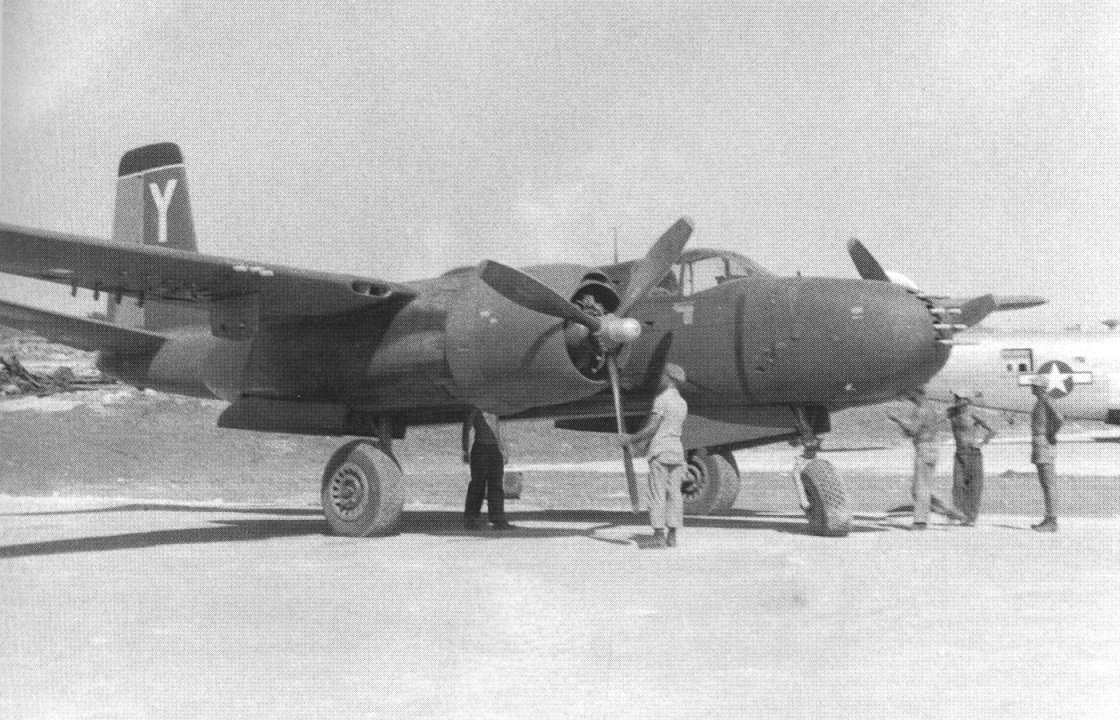
八管机枪版本的A-26。1945年8月20日，冲绳，第8BS，第3BG Machinato机场

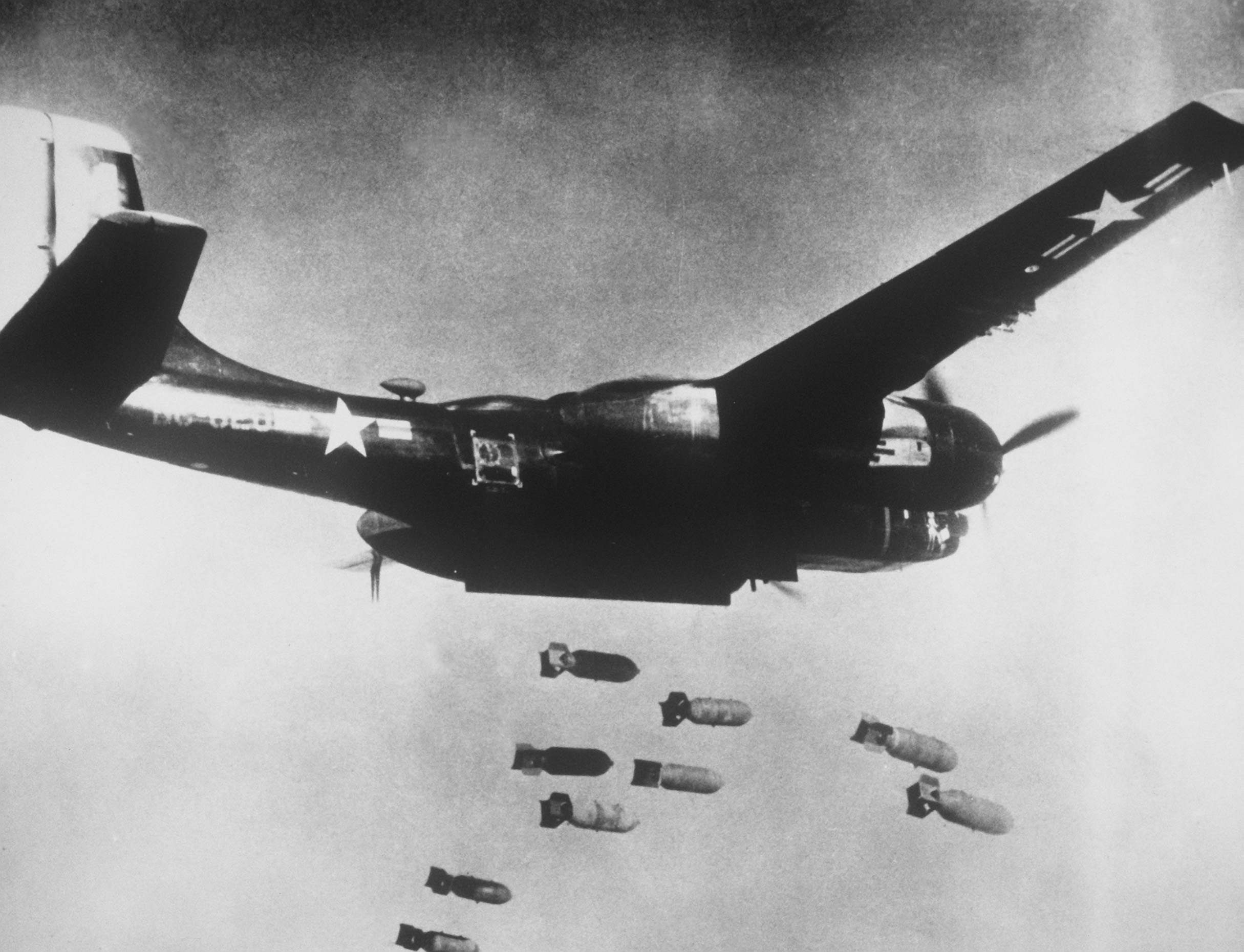
一架正在轰炸朝鲜的B-26C“入侵者”

### 第二次世界大战

#### 太平洋战场
1943年9月10日，道格拉斯飞行器公司向美国陆军航空兵（USAAF）提供了A-26B的生产线。在1944年6月23日对马诺夸里附近的日占岛屿的攻击中，位于西南太平洋战区的美国第五航空队采用了该新型轰炸机。第3轰炸机大队第13中队代号“死神”的飞行员们在对四架新列装的A-26进行评估时，他们发现驾驶舱的向下视野受到了发动机的遮挡，严重影响了对地攻击的视野。美国太平洋空军的乔治·肯尼将军说道：“在任何情况下我们都不希望A-26掉什么链子。”
在等待道格拉斯解决这一问题的过程中，第3轰炸机大队要求其提供额外的A-20“浩劫”攻击机。

#### 欧洲战场

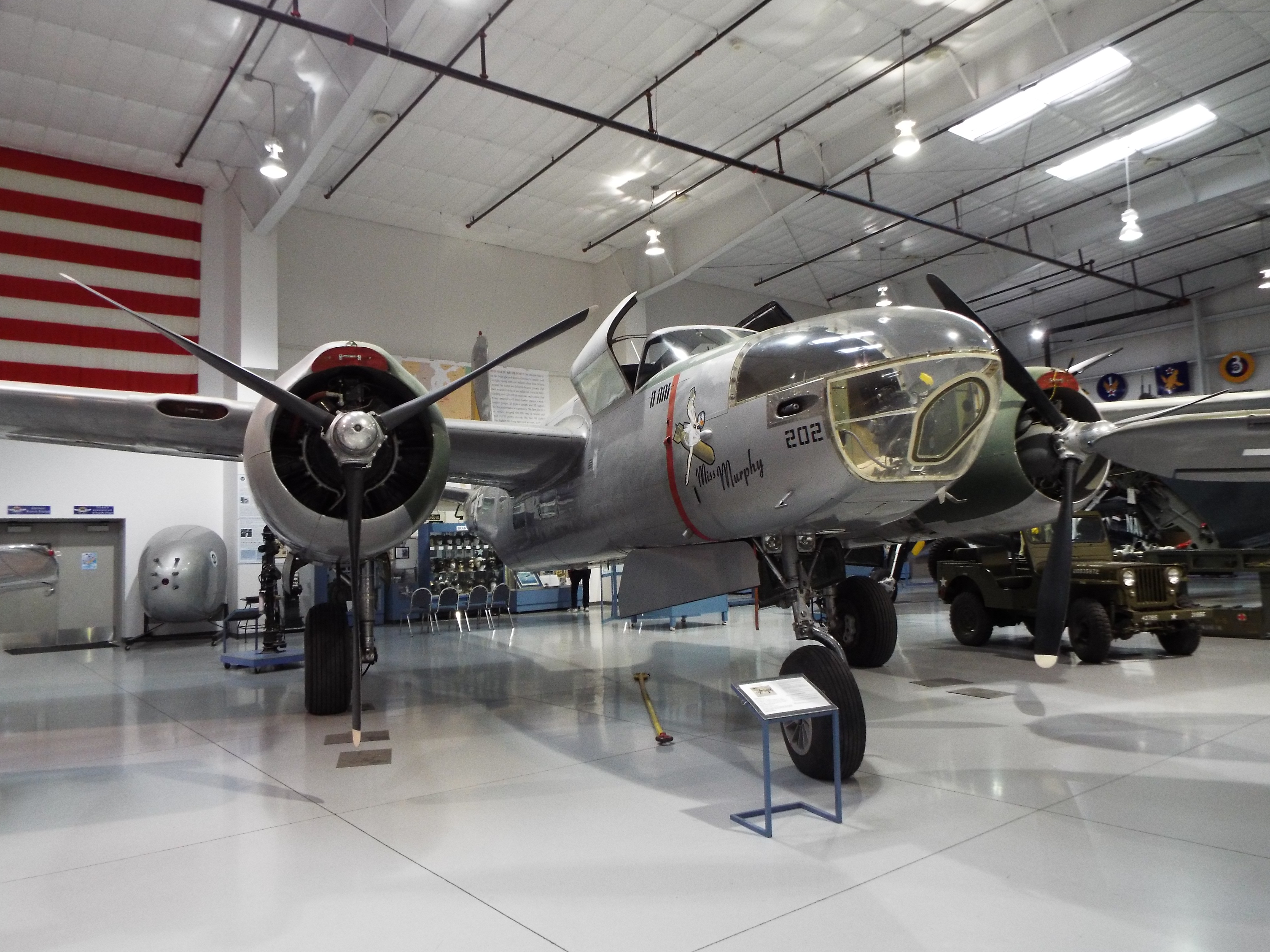
A-26入侵者改裝成商務機「墨菲小姐」

道格拉斯公司需要更多的战例评估，所以在1944年9月，它们将数架A-26海运至了欧洲，并将其列编至美国第九航空队。1944年9月6日起，这18架A-26进行了测试飞行，这个过程中没有损失任何一架飞机。最终，美国第九航空队对这架飞机感到满意，并逐步将A-20和B-26替换为A-26。
第416空军远征联队最先接收了A-26。截至1945年，它们一共完成了11567次任务，投下18054吨航弹，在损失了67架飞机的情况下确认击毁了7架敌机。
位于意大利的美国第十二航空队也接收到了A-26。它们被用来轰炸德军的运输道路，以及支援坦克和步兵作战。

### 二战后

##### 朝鲜战争
美国空军第三轰炸机联队的B-26“入侵者”是最先投入朝鲜战场的飞机之一。在正式宣战前，它们就从日本的基地起飞，前去轰炸平壤附近的机场。

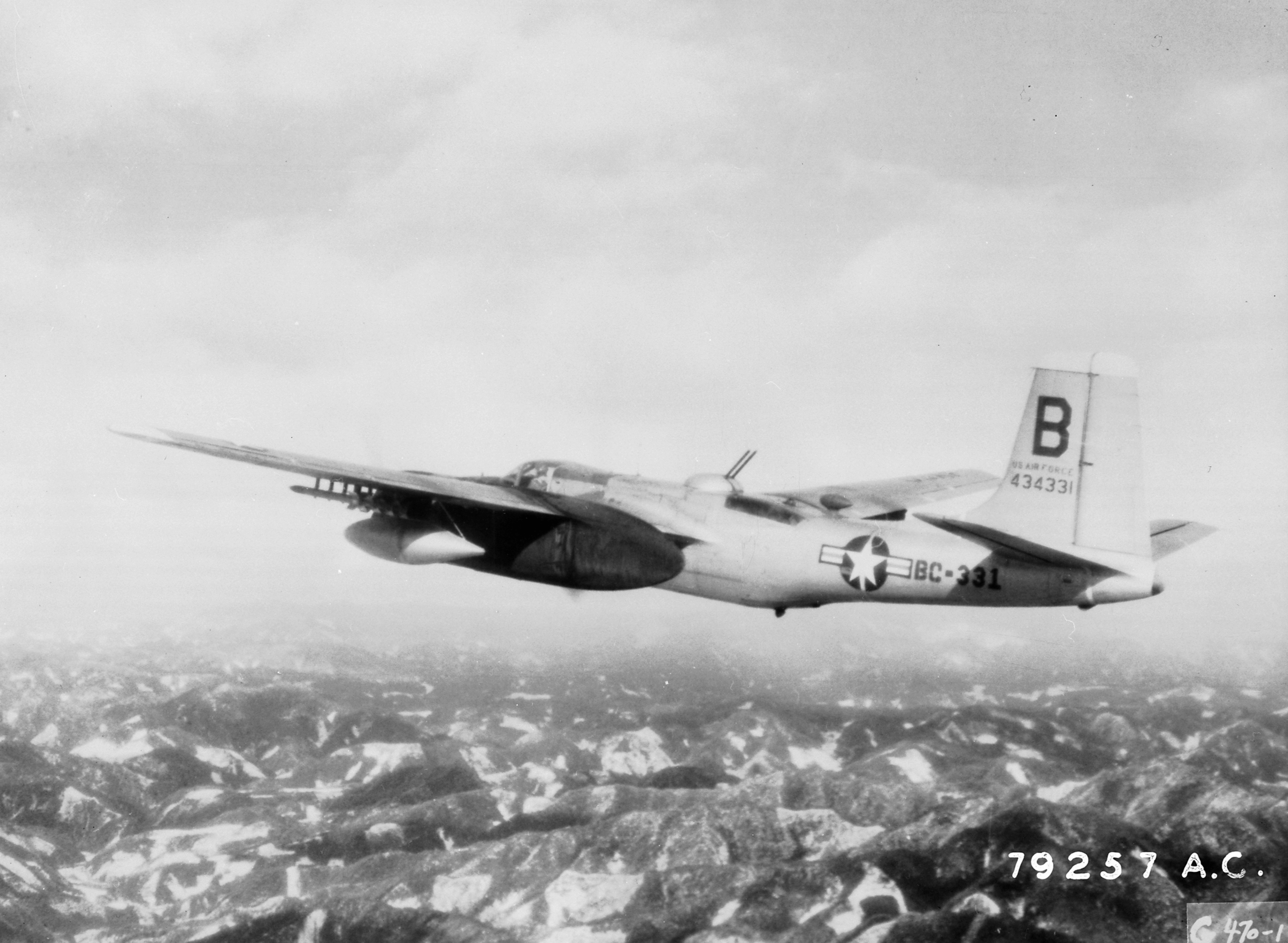
朝鲜上空的A-26B-51-DL (AF Ser. No. 44-34331)，摄于1951年2月。

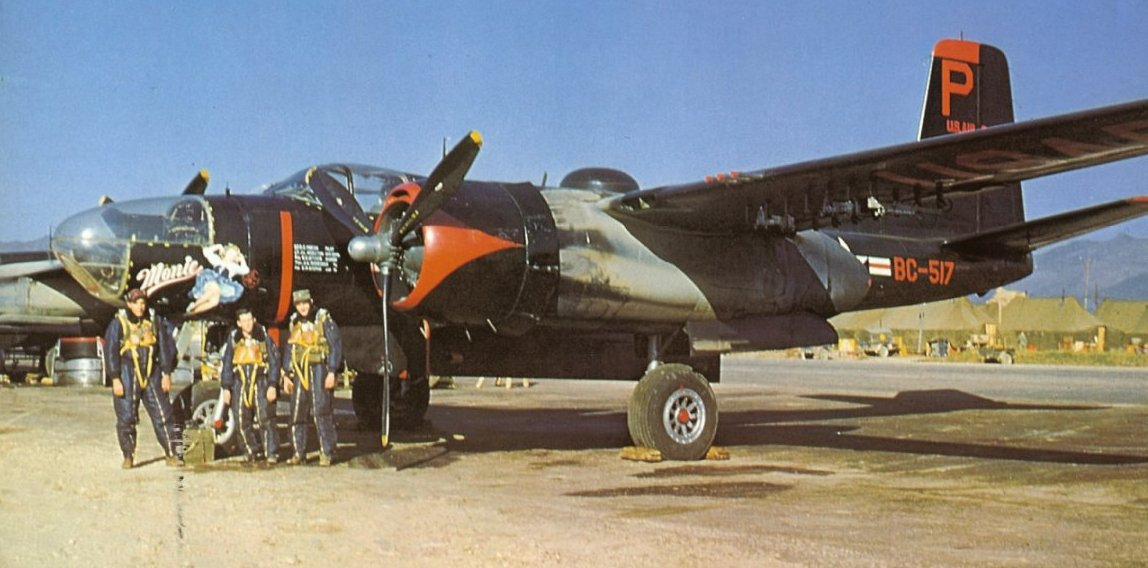
B-26B-61-DL, AF Ser. No. 44-34517 "Monie" of the 37th BS, 17th BG flown by 1st Lt Robert Mikesh, Pusan AB, Korea 1952

1950年8月10日，美国空军预备役司令部第 452 空中机动联队被派遣前往朝鲜。由于中国人民志愿军的参战，该部队被迫将基地转移至美保飞行场。1951年初，该部队被派遣至东釜山（K-9）空军基地，继续进行它们的日间飞行任务和夜间轰炸任务。由于在朝鲜战争中表现良好，该联队被授予了两枚单位表彰和韩国总统单位表彰。
B-26一共击毁了38500辆载具，406辆机车，3700辆货车车厢和7架停放于地面的敌军飞机。
除了用于夜间拦截任务的标准攻击型B-26外，第67战术侦察联队的改进型WB-26和RB-26还负责执行关键的天气观测和侦察任务。

##### 东南亚
1960年12月，数架B-26被部署至泰国的泰国皇家空军塔赫利空军基地。这些无标识飞机隶属于美国中情局。这些飞机被用来协助老挝皇家政府对抗巴特寮。接着，这些飞机参与了越南战争中的农场大门行动（Project Farm Gate）。 在接收B-26K/A-26A之前，唯一在老挝部署的B-26飞机是在1962年5月至7月间部署的两架经过改装用于夜间侦察的RB-26C。这些飞机在任务结束时被归还。

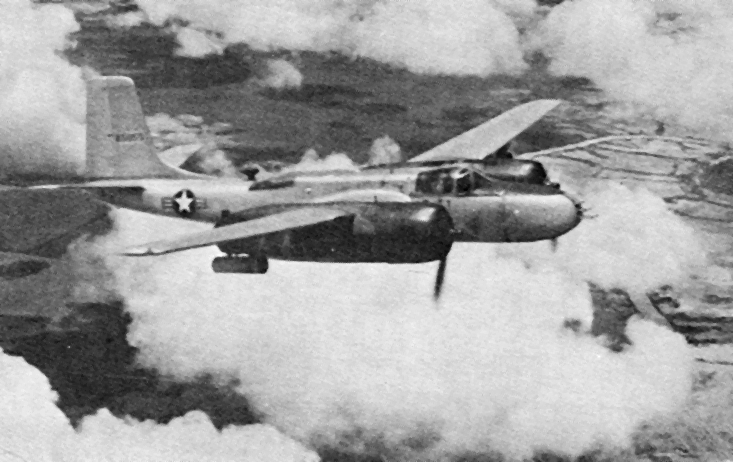
A Farm Gate B-26B

老挝皇家政府的这些B-26与美国空军一同参与了越南战争的早期行动。尽管在农场大门行动中使用的是B-26B、B-26C和RB-26C，但这些飞机中的许多都被更名为RB-26C（B-26C的无武装型号），而它们都有作战能力。 1963年期间，两架RB-26C被送往菲律宾的克拉克空军基地进行改装，但没有配备夜间作战系统。 在农场大门行动中，B-26与当时的另一种的主要攻击机T-28“木马”并肩作战，之后这两种机型都被A-1“天袭者”攻击机取代。1964年2月，B-26发生了两起与翼梁金属疲劳有关的事故，其中一起发生在1963年8月的东南亚战场中，另一起发生在1964年2月佛罗里达州的埃格林空军基地的一次飞行表演中。这两起事故直接导致了B-26的退役。

##### 美国中央情报局

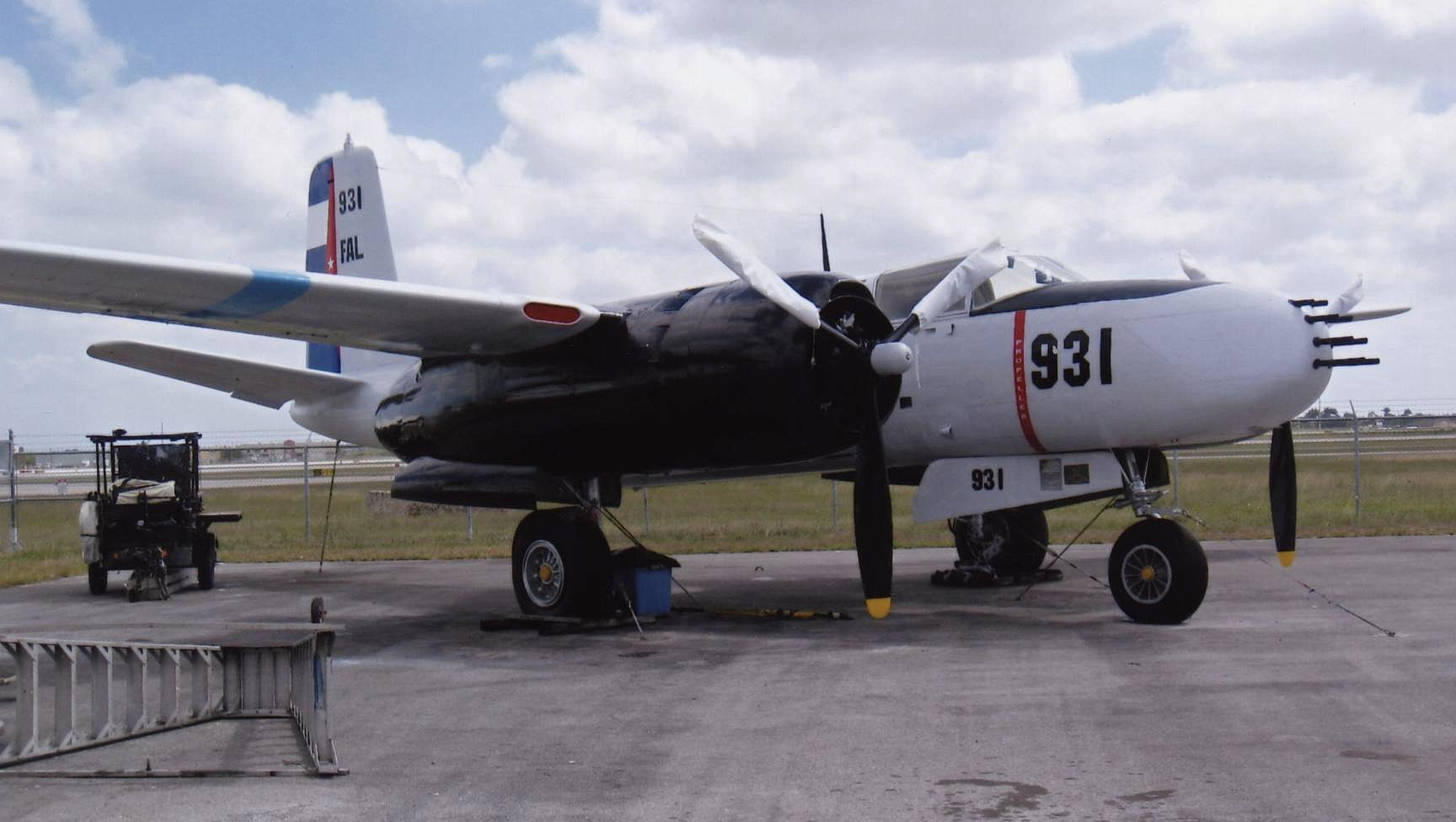
一架涂有古巴空军涂装的A-26C，事实上是CIA用于入侵古巴的战机

1961年4月15日，古巴流亡政府的8架B-26战机袭击了古巴的三个机场，目标是摧毁地面上古巴革命政府空军的战斗机。1961年4月17日，革命政府空军的B-26参与了猪湾入侵。战争于4月19日结束，革命政府空军一共损失了9架B-26；10名古巴流亡政府人员和4名美国机组人员阵亡。革命政府空军的一架B-26C被中央情报局“指挥舰”的友军火力击落，造成四名古巴机组人员丧生。
中央情报局与一些在猪湾入侵期间受雇的飞行员签订了合同，它们在刚果危机中驾驶B-26K对辛巴叛军进行了攻击。1964 年，新出厂的B-26K“反入侵者”通过赫尔伯特机场运往刚果。

#### 法国

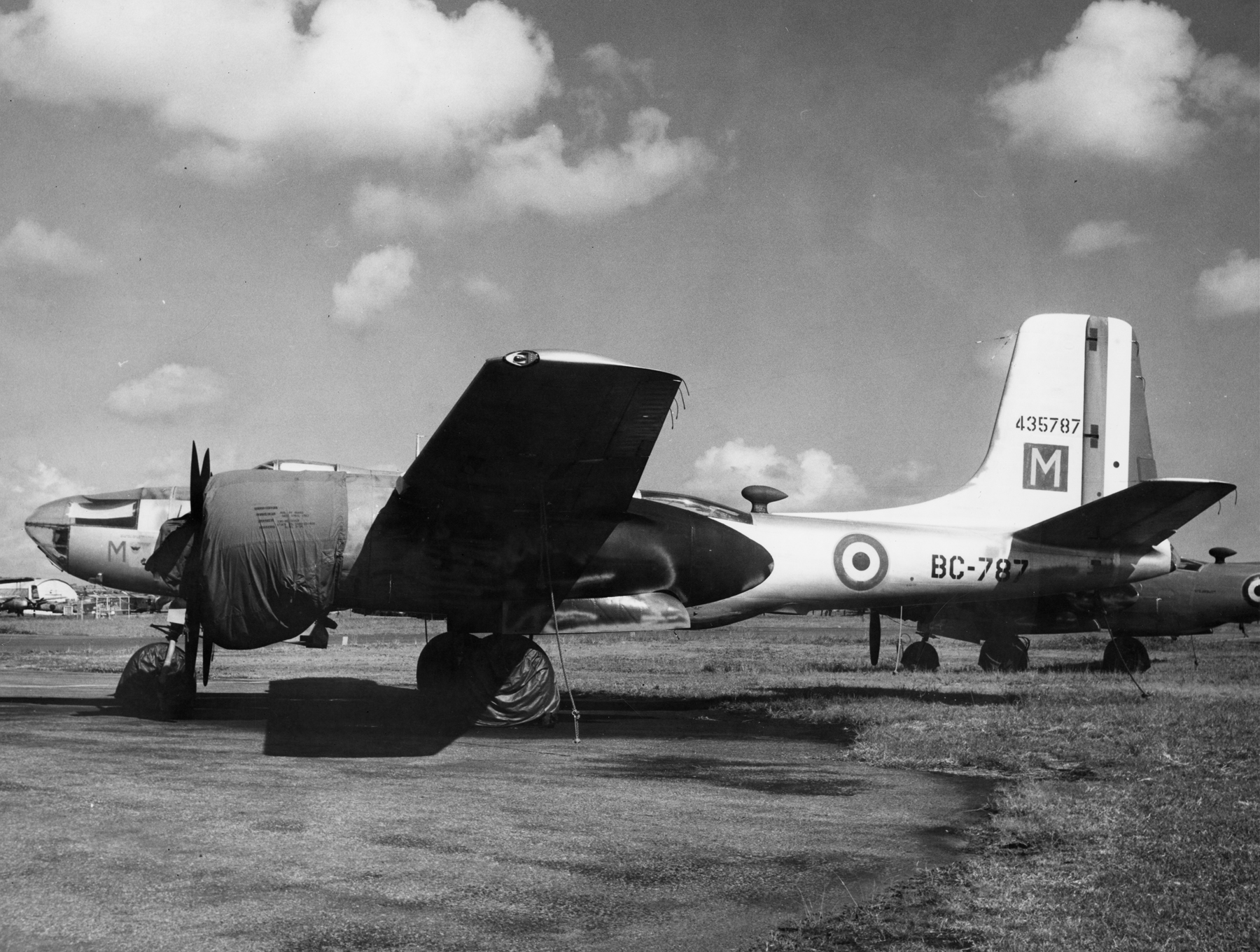
法国A-26C

二十世纪五十年代，美国空军将数架B-26租借给法国空军，以支持第一次印度支那战争。

#### 葡萄牙
在1965年的葡萄牙殖民地战争期间，葡萄牙空军秘密购买了数架B-26，随后将其部署至葡属安哥拉。

#### 刚果民主共和国
在刚果危机中，有数架B-26被用于龙胭脂行动中，以解救被困的人质。

#### 比亚法拉共和国
比亚法拉共和国在尼日利亚内战中使用了2架B-26。

## 衍生型号

### 道格拉斯/美国空军型号

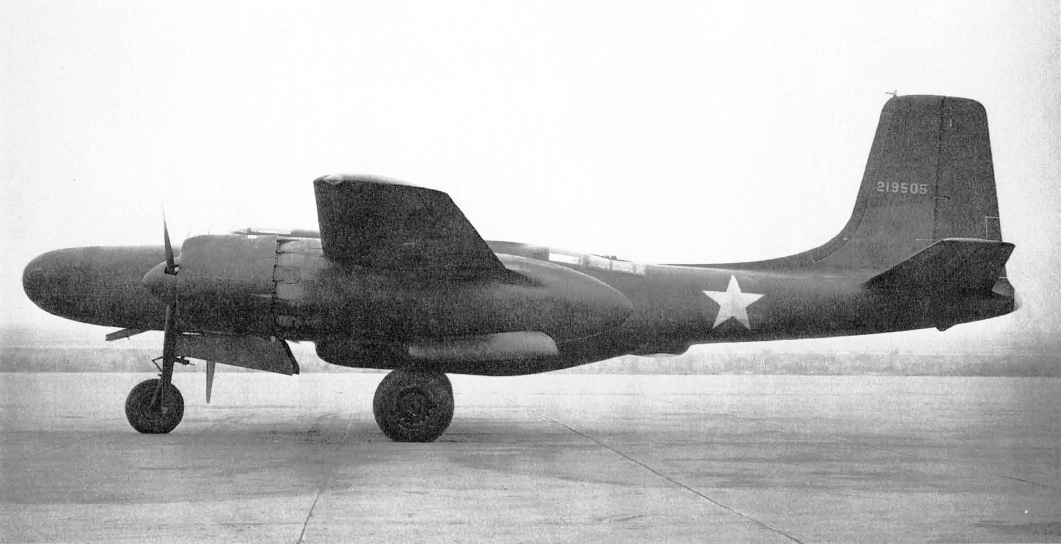
1943年7月，XA-26A原型机首飞

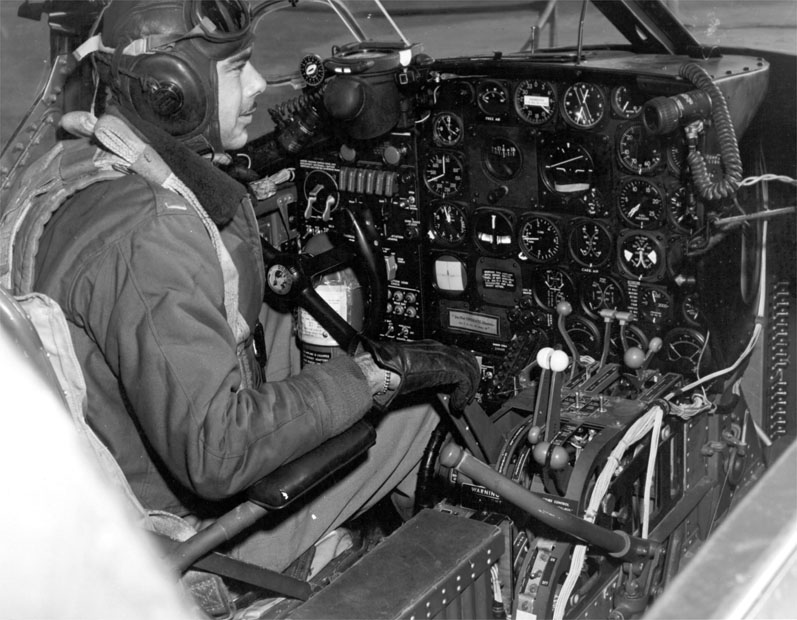
A-26驾驶舱

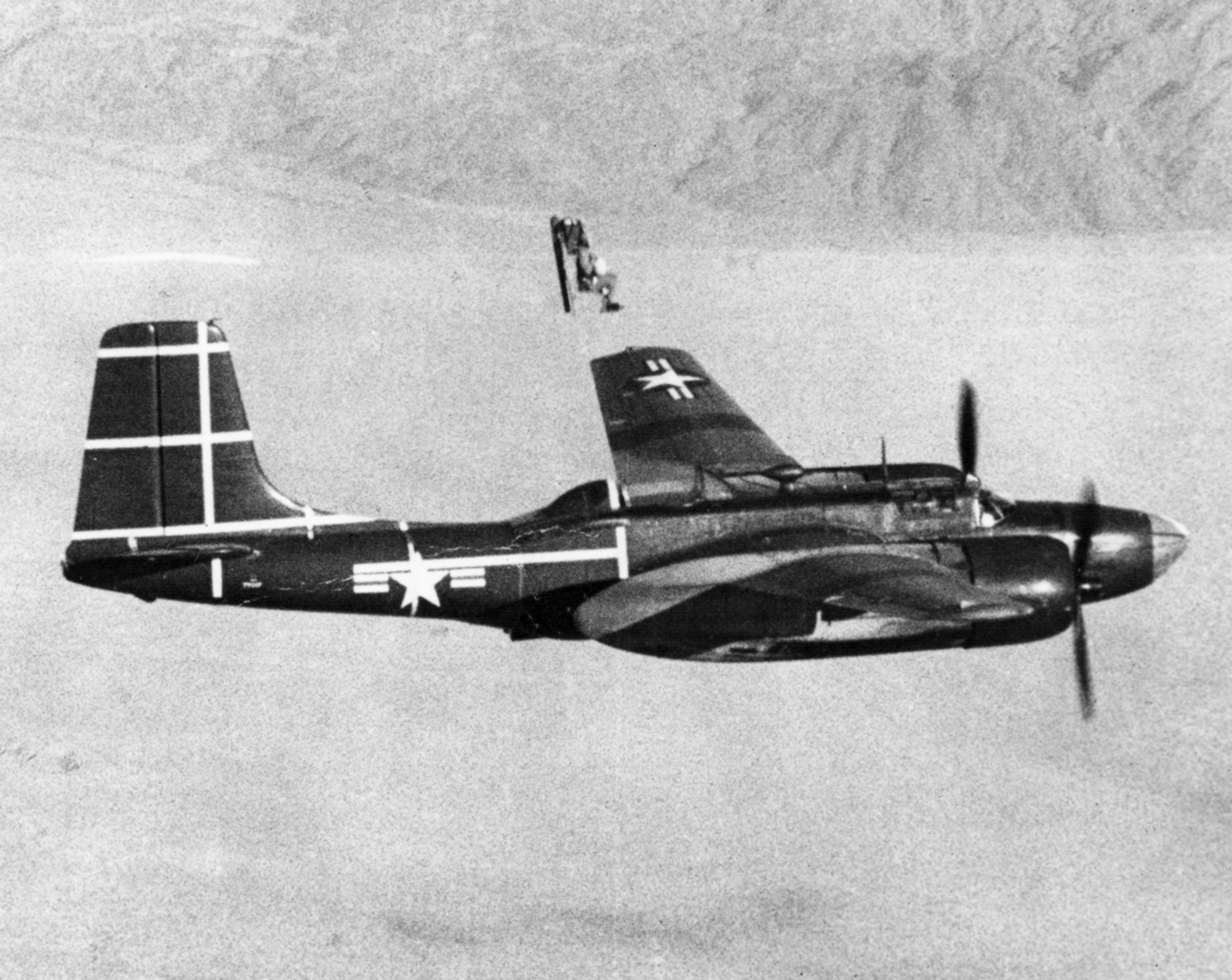
JD-1弹射座椅测试

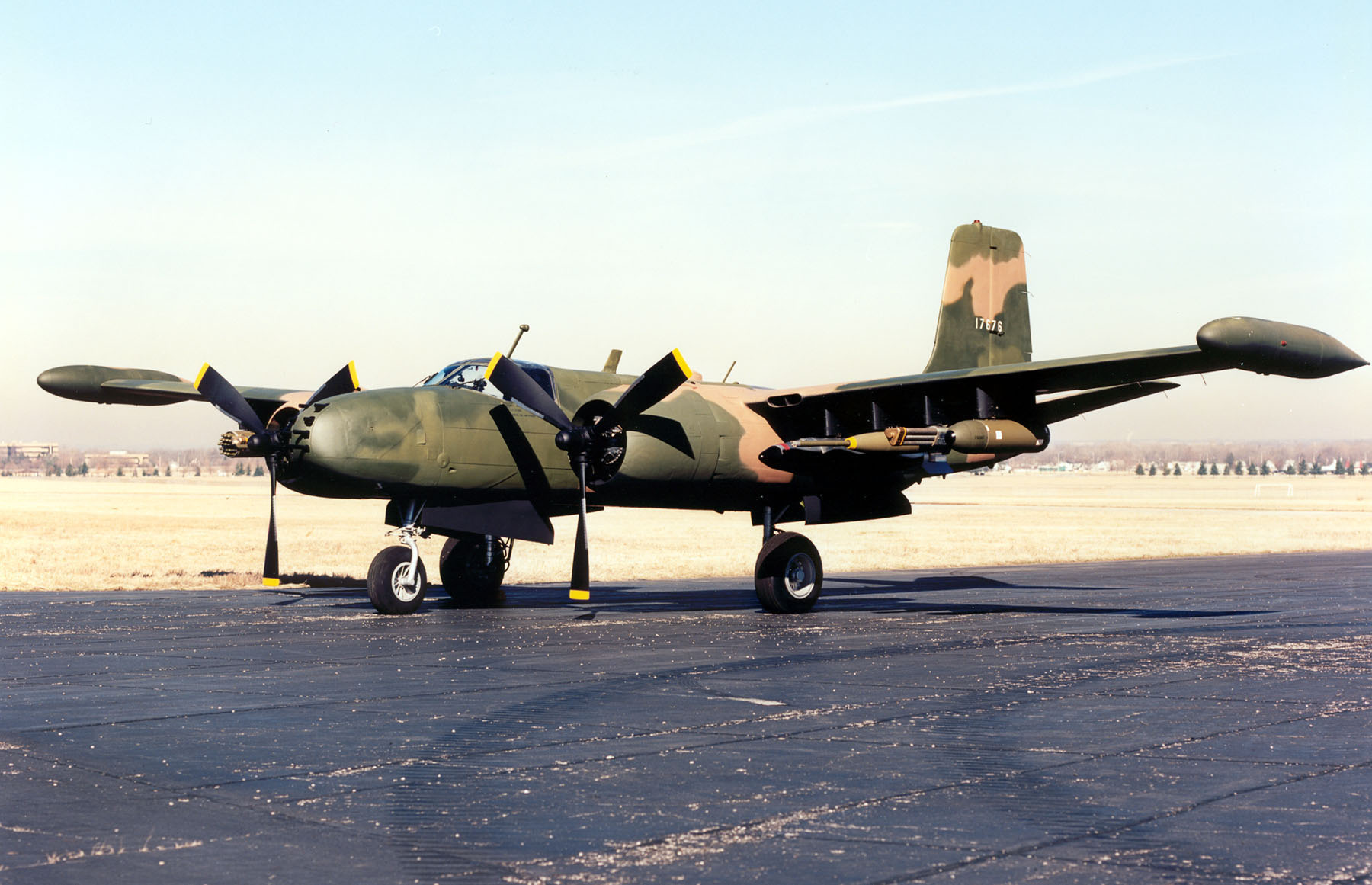
B-26K/A-26A“反入侵者” (AF Ser. No. 64-17675)

2452架A-26/B-26中，大多数都是A-26B和A-26C这样的早期型号。
XA-26
序列号41-19504，为该系列的原型机。首飞没有搭载武器。
XA-26A
序列号41-19505，夜间飞行型号的原型机。
XA-26B
序列号41-19588， 搭载75mm (2.75in) 机枪。三人机组：一名飞行员、一名导航员/机枪装填手和一名坐在驾驶舱后面的炮手。
A-26B
攻击轰炸机，搭载六管或八管.50机枪。一共生产了1355架，其中205架在俄克拉荷马州塔尔萨制造（-26B-5-DT to A-26B-25-DT），1150架在加利福尼亚州的长滩制造（A-26B-1-DL to A-26B-66-DL）。1948年，A-26B被美国空军更名为B-26B。
TB-26B
由B-26B改造的无武装教练机。
VB-26B
由B-26B改造的无武装行政用机。
A-26C
攻击轰炸机，一共生产了1091架，5架在加利福尼亚州的长滩制造（A-26C-1-DL and A-26C-2-DL），1086架在俄克拉荷马州塔尔萨制造（A-26C-16-DT to A-26B-55-DT）。1948年，A-26C被美国空军更名为B-26C。
RB-26C
由B-26C改造的无武装摄像型号，用来拍摄夜景。
TB-26C
由B-26C改造的无武装教练机。
XA-26D
序列号44-34776，拟定的A-26D攻击轰炸机的原型机，配备升级后的雪佛兰R-2800-83发动机和最新型号的A-26B武器，搭载8挺.50（12.7 毫米）机枪和6支机翼挂载的.50（12.7 毫米）机枪；日本投降后，750 架A-26D被取消生产。
XA-26E
序列号44-25563，拟定的A-26E攻击轰炸机的原型机，同样由于日本投降而取消。
XA-26F
序列号44-34586，A-26E高速攻击机的原型机，由于性能不佳而被取消。
A-26Z
A-26战后版本的非官方名称，搭载更强大的普惠R-2800双黄蜂引擎。
JD-1
美国海军的A-26B/C代号。
YB-26K
On Mark Engineering的原型机。
B-26K
On Mark Engineering的改装版本；1966年5月越南战争期间，这架飞机被重新命名为旧的A-26A名称。 A-26A在1969年达到安全规定飞行时间后退役。
RB-26L
夜间拍摄任务的改装版本。
B-26N
非官方名称，为法国空军在阿尔及利亚部署的B-26，用于夜间作战。
WB-26

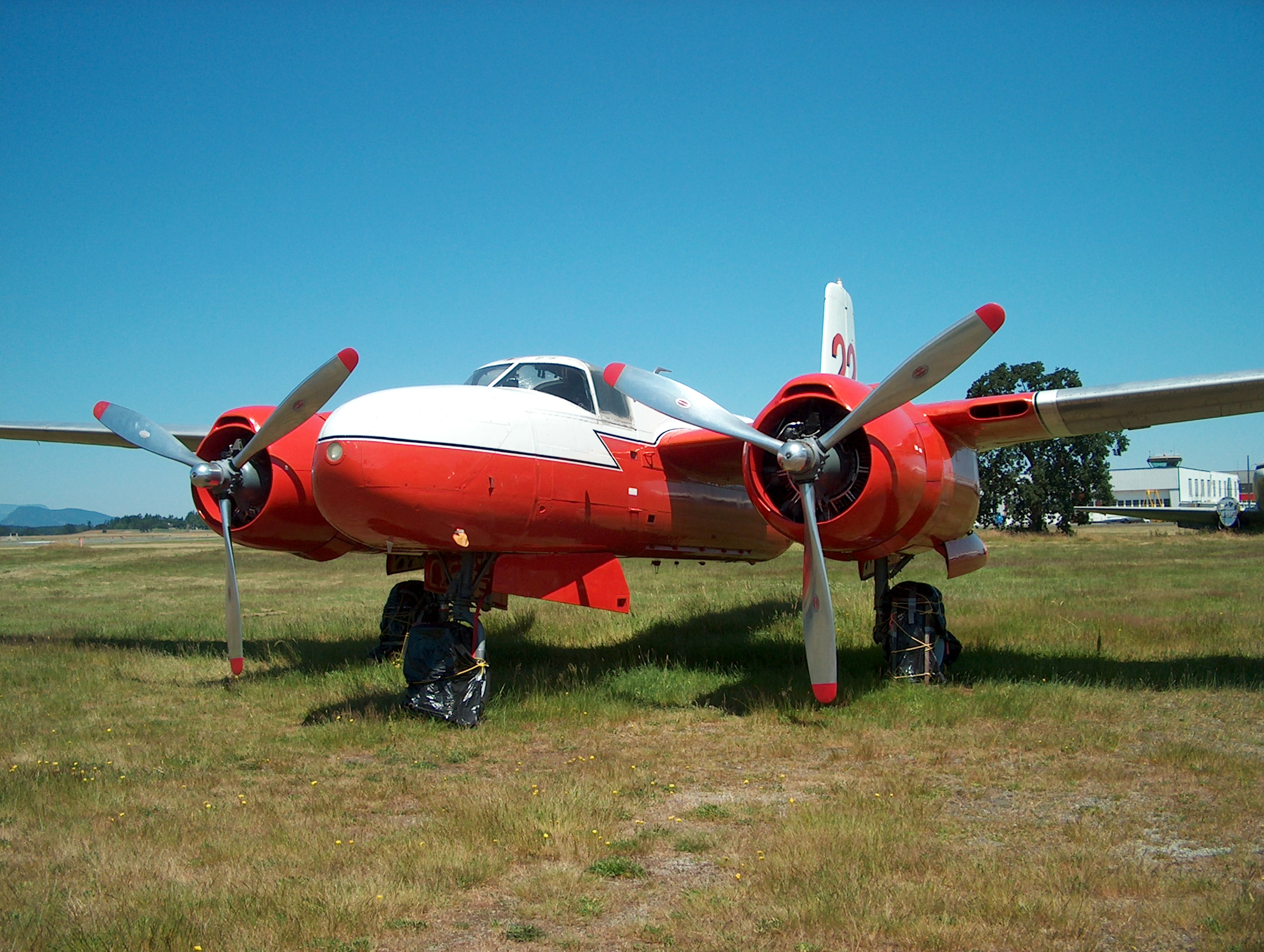
悉尼不列颠哥伦比亚航空博物馆的Conair 322（A-26 水上轰炸机改装型号）

气象侦察版本，在朝鲜战争中首次使用。其中有2架后来移交至美国国家海洋和大气管理局。

### 第三方民用改装
自1945年以来，FAA美国民用飞机登记册上有超过300架的A-26。

## 主要信息
参考资料：McDonnell Douglas Aircraft Since 1920: Volume I.
基本信息
- 机组：3
- 長度：50英尺（15）
- 翼展：70英尺（21）
- 高度：18英尺6英寸（5.64）
- 机翼面积：540平方英尺（50平方）
- 翼型：NACA翼型[43]
- 空重：22,370英磅（10,147）
- 总重：27,600英磅（12,519）
- 最大起飛重量：35,000英磅（15,876）
- 燃料容量：常规925 US gal（770 imp gal；3,500 l），选配675 US gal（562 imp gal；2,560 l）
- 发动机：2台普惠R-2800雙黃蜂引擎，每台2,000匹馬力（1,500千瓦特）
- 螺旋桨：3桨叶，12英尺7英寸（3.84）直径

性能
- 最大速度：359英里每小時（578每小時；312節）16,700英尺（5,100米）（正常功率下）
- 巡航速度：266英里每小時（428每小時；231節）5,000英尺（1,500米） (62.5% rated power)
- 航程：1,600英里（1,390海里；2,575）
- 戰鬥航程：700英里（608海里；1,127）
- 转场航程：3,000英里（2,607海里；4,828）
- 升限：28,500英尺（8,700）; 14,400英尺（4,400米）每一引擎
- 爬升至高度时间：8分6秒爬升至10,000英尺（3,000米）
- 翼载：51.1英磅每平方英尺（249每平方）
- 功重比：0.145 hp/lb (0.238 kW/kg)

武器

- 機槍：

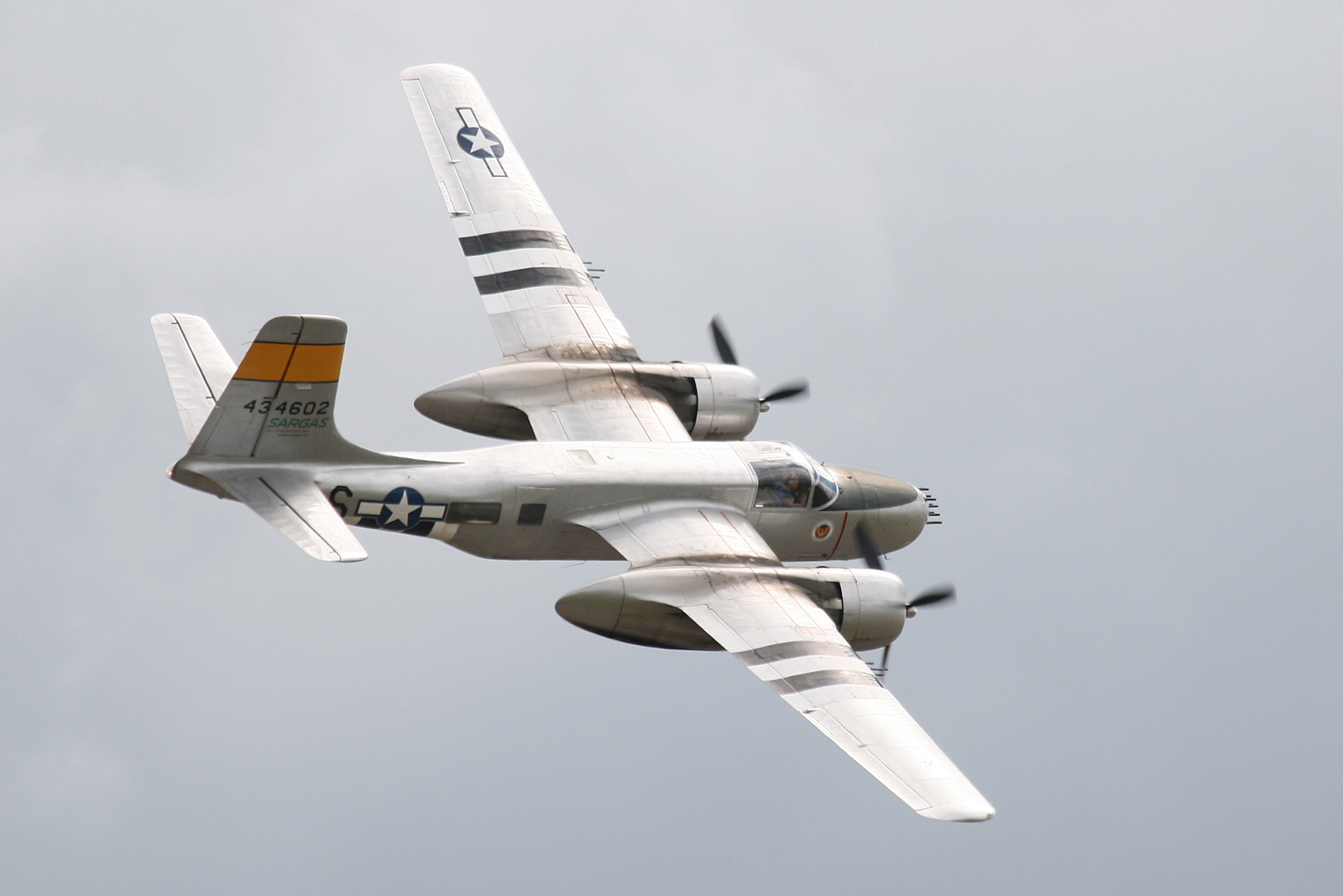
一架在英国注册的A-26B (44-34602)，注册号N167B。摄于2008年7月

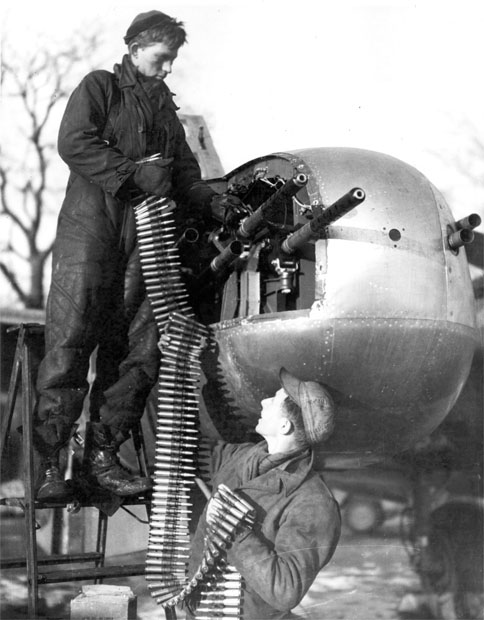
一架六管机枪版本的A-26B正在重新装填。

  - 六管或八管固定0.50 in (12.7 mm) 白朗寧M2重機槍，全用途机鼻：2管0.50 in (12.7 mm) M2重机枪
  - 最大机翼悬挂8挺0.50 in (12.7 mm) M2重机枪；或3挺机翼内挂0.50 in (12.7 mm) M2重机枪
  - 2挺远程控制背侧0.50 in (12.7 mm) M2重机枪
  - 2挺远程控制腹侧0.50 in (12.7 mm) M2重机枪
- 火箭彈：最大10枚5英寸 (12.7 cm) 高速航空火箭弹
- 炸彈：最大6,000磅（2,700）容量 - 4,000磅（1,800）额外弹舱容量2,000磅（910）外挂吊舱

### 引用
1. ↑  . www.boeing.com.   [15 March 2018]. （原始内容存档于2022-08-01）.
2. ↑  "Colombian Air Force" （页面存档备份，存于）. napoleon130.tripod.com. Retrieved: 19 December 2010.
3. ↑  Wheeler 1992, p. 82.
4. ↑  National Museum of the United States Air Force. .   [2022-05-11]. （原始内容存档于2021-12-24）. The A-26 was redesignated the B-26 in 1948 (thus creating everlasting confusion with the WWII Martin B-26 Marauder)
5. ↑  Francillon 1979
6. ↑  Smith, A.M.O., "High-Lift Aerodynamics; the 37th Wright Brothers Lecture", AIAA paper 74-939, reprinted in the AIAA Journal of Aircraft, Vol. 12 No. 6, June 1975.
7. ↑  Lednicer, David. The Incomplete Guide to Airfoil Usage. 的存檔，存档日期20 April 2010. Champaign, Illinois: UIUC Applied Aerodynamics Group, 2010. Retrieved: 18 May 2011
8. ↑  Mesko 1980, p. 5.
9. ↑  Borland, Hal. "Plane of Many Faces" （页面存档备份，存于）. Popular Science, July 1945.
10. ↑  Winchester 2004, p. 75.
11. 1 2  Thompson 2002
12. ↑  Johnsen 1999
13. ↑  Thompson 2002, p. 34.
14. ↑  "June 1944" （页面存档备份，存于）. 43rd Bomb Group Association via kensmen.com, 1999. Retrieved: 2 August 2007.
15. ↑  O'Leary 2002, p. 42.
16. ↑  Mesko 1980, p. 17.
17. 1 2  Mesko 1980, p.12.
18. ↑  Horne 1984, p. 50.
19. 1 2  "452 Operations Group (AFRC)". 的存檔，存档日期7 May 2011. Air Force Historical Research Agency, December 1997. Retrieved: 18 April 2010.
20. ↑  Francillon 1978, p. 228.
21. ↑  "A-26". Military.CZ. Retrieved: 19 December 2010.
22. ↑  Dorr and Thompson 2003, p. 185.
23. ↑  Troung, Albert Grandolini and Tom Cooper. Laos, 1948-1989; Part 1" （页面存档备份，存于）. acig.org, 13 November 2003. Retrieved: 6 November 2007.
24. 1 2  Smith 1966, p. 7.
25. ↑  Smith 1966, p. 6.
26. ↑  Mesko 1987, pp. 26–28.
27. ↑  Thompson 2002, pp. 138–141.
28. 1 2  Hagedorn and Hellström 1994
29. ↑  Wyden, Peter. Bay of Pigs: The Untold Story. New York: Simon & Schuster, 1979. ISBN 0-671-24006-4.
30. ↑  Overall, Mario E. Bay of Pigs: The Guatemalan Connection.[永久] London: Frank Cass Publishers, 2003. ISBN 0-7146-4883-3.
31. ↑  Dorr and Bishop 1996, pp. 8–10.
32. ↑  Andrew Hudson, 2012, "Congo Unravelled: Military Operations from Independence to the Mercenary Revolt 1960–68 (Africa@War Book 6)", Chapt.6
33. ↑  Francillon 1978, p. 217.
34. ↑  Baugher, Joe. "A-26B Invader" （页面存档备份，存于）. USAAC/USAAF/USAF Bomber Aircraft, 17 September 2000. Retrieved: 19 December 2010.
35. ↑  Baugher, Joe. "A-26C Invader" （页面存档备份，存于）. USAAC/USAAF/USAF Bomber Aircraft, 31 December 2000. Retrieved: 29 June 2008.
36. 1 2  Mesko 1997, p. 18.
37. ↑  "USAF B-26K Factsheet". 的存檔，存档日期23 October 2013. National Museum of the United States Air Force. Retrieved: 19 December 2010.
38. ↑  Baugher, Joe. "Invader in Service with L'Armee de l'Air" （页面存档备份，存于）. USAAC/USAAF/USAF Bomber Aircraft, 26 August 2006. Retrieved: 7 November 2007.
39. ↑  Dorst, Neal.  (PDF). amol.noaa.gov.   [21 July 2020]. （原始内容存档 (PDF)于2021-12-23）.
40. ↑  Francillon 1978, p. 233.
41. ↑  Francillon, René J. . London: Naval Institute Press. 1988: 338–355. ISBN 0870214284.
42. ↑  Bridgman, Leonard (编). . London: Sampson Low, Marston & Co. 1947: 224c–225c.
43. ↑  Lednicer, David. . m-selig.ae.illinois.edu.   [16 April 2019]. （原始内容存档于2019-03-26）.

### 自传
- A Former USAF Pilot. "Talkback". Air Enthusiast. No. 9, February–May 1979. p. 80. ISSN 0143-5450
- Dorr, Robert F. and Chris Bishop. Vietnam Air War Debrief. London: Aerospace Publishing, 1996. ISBN 1-874023-78-6.
- Dorr, Robert F. and Warren Thompson. Korean Air War. St. Paul, Minnesota: MBI, 2003. ISBN 978-0-7603-1511-8.
- Francillon, René. "The Douglas Invader Story". Air Enthusiast, Number Seven, July–September 1978, pp. 215–234. Bromley, Kent, UK: Pilot Press Ltd., 1978.
- Francillon, René. McDonnell Douglas Aircraft Since 1920: Volume I. London: Putnam, 1979. ISBN 0-87021-428-4.
- Futrell, Robert F. The United States Air Force in Korea, 1950–53. Washington, D.C.: Air Force History Office, 1997, First edition 1961. ISBN 978-0-16-048879-5.
- Gaillard, Pierre.  [The B-26 Invader in Indochina]. Le Fana de l'Aviation. December 1978, (109): 46–50. ISSN 0757-4169 （法语）.
- Gallemi, Francis. A-26B/C Invader (Warbird Profile 1). Vaudreuil, Quebec, Canada: Aries Publications, 1994. ISBN 1-84176-080-3.
- Gordon, Doug. . Air Enthusiast. July–August 2001, (94): 31–39. ISSN 0143-5450.
- Grinsell, Bob. "Invader". Wings Vol. 4, No. 3, June 1974.
- Hagedorn, Dan. Central American and Caribbean Air Forces. Staplefield, West Sussex, UK: Air Britain (Historians Ltd.), 1993. ISBN 0-85130-210-6.
- Hagedorn, Dan and Leif Hellström. Foreign Invaders, the Douglas Invader in Foreign Military and US Clandestine Service. Earl Shilton, Leicester, UK: Midland Publishing, 1994. ISBN 1-85780-013-3.
- Hellstöm, Leif. . Air Enthusiast. July–August 1999, (82): 24–38. ISSN 0143-5450.
- Horne, John E. "Douglas B-26s in Korea". Air Enthusiast, Number 24, April—July 1984. Bromley, Kent UK: Pilot Press. pp. 50–59.
- Hunnicutt, Richard P. "Talkback". Air Enthusiast. No. 9, February–May 1979. p. 79. ISSN 0143-5450
- Johnsen, Frederick A. Douglas A-26 Invader. North Branch, Minnesota: Specialty Press, 1999. ISBN 1-58007-016-7.
- Lopes, Mario Canoniga. "Talkback". Air Enthusiast. No. 9, February–May 1979. p. 79. ISSN 0143-5450
- Mesko, Jim. A-26 Invader in Action (Aircraft Number 37). Carrollton, Texas: Squadron/Signal Publications, 1980. ISBN 0-89747-093-1.
  - A-26 Invader in Action (Aircraft Number 134). Carrollton, Texas: Squadron/Signal Publications, 1993. ISBN 0-89747-296-9.
  - VNAF, Republic of Vietnam Air Force 1945-1975. Carrollton, Texas: Squadron/Signal Publications, 1987. ISBN 0-89747-193-8.
- Mikesh, Robert C. "Flying the Invader: Pilot Notes for the Douglas A-26". Air Enthusiast, Number Seven. July–September 1978. Bromley, Kent, UK: Pilot Press Ltd., 1978, pp. 234–236.
- O'Leary, Michael. "Database:Douglas Invader". Aeroplane, May 2002, Vol. 30, No.5, pp. 37–58. London: IPC.
- . Air Enthusiast Quarterly. n.d., (2): 154–162. ISSN 0143-5450.
- Roeder, Jim. A-26 Invader Units of World War 2: Osprey Combat Aircraft 82. Botley, UK: Osprey Publishing, 2010. ISBN 978-1-84603-431-2
- Smith, Mark E. USAF Reconnaissance in South East Asia (1961–66). San Francisco: Headquarters, Pacific Air Force, Department of the Air Force, 1966.
- Thompson, Scott. Douglas A-26 and B-26 Invader. Ramsbury, Marlborough, Wiltshire, UK: Crowood Press Ltd., 2002. ISBN 1-86126-503-4.
- Thompson, Warren. B-26 Invader Units over Korea. Botley, UK: Osprey Publishing, 2000. ISBN 1-84176-080-3.
- Volume I Operation Shed Light Study Report. Washington, D.C.: Headquarters, DCS Research and Development, Headquarters, United States Air Force, 1966.
- Wheeler, Barry C. The Hamlyn Guide to Military Aircraft Markings. London: Chancellor Press, 1992. ISBN 1-85152-582-3.
- Winchester, Jim. "Douglas A-26 Invader". Aircraft of World War II. London: Grange Books, 2004. ISBN 1-84013-639-1.
- Bridgman, Leonard (编).  1995. New York: Military Press. 1989: 224c–225c. ISBN 0517679647.